# Nanometra clymene
Nanometra clymene är en sjöliljeart som beskrevs av A.H. Clark 1918. Nanometra clymene ingår i släktet Nanometra och familjen fjäderhårstjärnor. Inga underarter finns listade i Catalogue of Life.